# M70
M70 (NGC 6681) е кълбовиден звезден куп, разположен по посока на съзвездието Стрелец. Открит е от Шарл Месие през 1780.
Купът се намира на 29 300 св.г. от Земята. Ъгловият му диаметър е около 8', което означава линеен диаметър от около 34 св.г.
В купа са открити само 2 променливи звезди. По физически характеристики той прилича на близкия до него М69.
Интегралната видима звездна величина на купа е +7.6.